# Robert Manzon
Robert Jean-Joseph Manzon (* 12. April 1917 in Marseille; † 19. Januar 2015 in Cassis) war ein französischer Automobilrennfahrer. Er war von 1950 bis 1956 in der Formel 1 aktiv und der letzte lebende Fahrer, der an der ersten Formel-1-Saison 1950 teilgenommen hatte.

## Karriere
Manzon war ein wenig jünger als viele andere seiner Landsleute, die sich nach dem Zweiten Weltkrieg für den Rennsport interessierten, fuhr jedoch sein erstes Rennen erst mit 29 Jahren.
1946 nahm er am Coupe des Alpes auf einem Simca 8 Cabriolet teil. Im Jahr darauf versuchte er sich am Steuer eines Cisitalia beim Grand Prix du Comminges in der Klasse bis 1100 cm³ und belegte den zweiten Platz.
Da er bei dem Rundstreckenrennen in Angoulême auch Fahrer wie Tazio Nuvolari, Luigi Villoresi und Achille Varzi hinter sich ließ, wurde Amédée Gordini, der Gründer der französischen Sportwagenmarke Gordini, auf ihn aufmerksam und engagierte ihn als Werksfahrer. Die mit vielen fortschrittlichen Detaillösungen versehenen Gordini-Wagen waren schon seit Ende der 1940er-Jahre für ihre Defektanfälligkeit bekannt, die dann auch Manzon beim Großen Preis von Italien in Turin kennenlernte.
Mit Mühe qualifiziert, streikte sein Wagen bereits in der ersten Rennrunde. Bei Bergrennen hielt sich Manzon in jenen Jahren jedoch schadlos, als er zweimal das CC du Mont Ventoux auf einem Simca-Gordini 1500 gewann. Heute ist der Mont Ventoux fast nur noch durch die Etappenankunft der alljährlichen Tour de France bekannt. Der Kurs sollte Manzons „Hausstrecke“ werden, wo er auch bis 1952 jedes Mal siegte.
In der Formel-1-Saison 1950 erzielte Manzon mit dem vierten Platz beim Großen Preis von Frankreich einen erneuten Erfolg. Beim Rennen in Périgueux, das nicht zur Weltmeisterschaft zählte, siegte er vor seinem Teamkollegen André Simon und Stirling Moss.
Wie alle kleineren Teams gewann auch Gordini in der Formel-1-Saison 1951 während des Titanenkampfes zwischen Alfa Romeo und Ferrari keinen einzigen Punkt.
Um diesen Wettbewerbsnachteil auszugleichen, wurde ein neuer Sechszylindermotor konstruiert. Mit diesem Motor konnte Manzon im Verlauf der Formel-1-Saison 1952, die nach dem Formel-2-Reglement bestritten wurde, den dritten Platz beim Großen Preis von Belgien hinter Alberto Ascari und Giuseppe Farina, den vierten Platz in Frankreich und den fünften Platz in den Niederlanden einfahren, sodass er mit neun Punkten den sechsten Platz in der Weltmeisterschaft belegte.
Da auch in diesem Jahr kein reguläres Weltmeisterschaftsrennen in Monte Carlo stattfand, nahm Robert Manzon mit dem alten Simca-Gordini 1500 am Großen Preis von Monaco teil. Beim 24-Stunden-Rennen von Le Mans hätte es an der Seite Jean Behras fast zum Gesamtsieg gereicht, aber Bremsprobleme zwangen das Team zur Aufgabe.
1953 wurde nach verheißungsvollen Anfängen wieder kein erfolgreiches Jahr für Gordini. Beim Großen Preis von Argentinien in Buenos Aires lag Manzon trotz schwacher Trainingsleistungen plötzlich für längere Zeit in Führung, setzte sich vom Feld überraschend ab. Nach einem Reifenwechsel führte zehn Runden vor Ende des Rennens wieder Alberto Ascari. Manzon holte auf und war fast in Schlagdistanz, als er wenige Kilometer vor dem Ziel ein Rad seines Wagens verlor und aufgeben musste.
Angesichts dieser Enttäuschung unterzeichnete Manzon für die Formel-1-Saison 1954 bei der Equipe Rosier, die einen Ferrari 625 einsetzte. Beim Großen Preis von Frankreich belegte er den dritten Platz hinter Juan Manuel Fangio und Karl Kling, beide in einem Mercedes-Benz.
In den beiden folgenden Jahren bestritt Manzon wieder alle Weltmeisterschaftsläufe in einem Wagen seines alten Förders Gordini. Da stets entweder Pech oder Defekte achtbare Ergebnisse verhinderten, erklärte Manzon 1956 seinen Rücktritt vom aktiven Rennsport, nahm jedoch noch an einigen ausgewählten Sportwagenrennen teil und gewann die Mille Miglia in der kleinen GT-1100-Klasse auf einem DB-Panhard.
Seit dem Tod des Argentiniers José Froilán González im Jahr 2013 war Manzon der letzte lebende Fahrer, der an der Premierensaison der Formel 1 im Jahr 1950 teilgenommen hatte. Er starb im Januar 2015 im Alter von 97 Jahren.

## Statistik

### Statistik in der Automobil-Weltmeisterschaft

#### Gesamtübersicht
| Saison | Team                 | Chassis           | Motor                 | Rennen | Siege | Zweiter | Dritter | Poles | schn. Rennrunden | Punkte | WM-Pos. |
| ------ | -------------------- | ----------------- | --------------------- | ------ | ----- | ------- | ------- | ----- | ---------------- | ------ | ------- |
| 1950   | Equipe Simca Gordini | Simca-Gordini T15 | Simca-Gordini 1.5 L4s | 3      | –     | –       | –       | –     | –                | 3      | 14.     |
| 1951   | Equipe Simca Gordini | Simca-Gordini T15 | Gordini 1.5 L4s       | 4      | –     | –       | –       | –     | –                | –      | NC      |
| 1952   | Gordini              | Gordini T16       | Gordini 2.0 L6        | 7      | –     | –       | 1       | –     | –                | 9      | 6.      |
| 1953   | Equipe Gordini       | Gordini T16       | Gordini 2.0 L6        | 1      | –     | –       | –       | –     | –                | –      | NC      |
| 1954   | Equipe Rosier        | Ferrari 625F1     | Ferrari 2.5 L4        | 5      | –     | –       | 1       | –     | –                | 4      | 15.     |
| 1955   | Equipe Gordini       | Gordini T16       | Gordini 2.5 L6        | 3      | –     | –       | –       | –     | –                | –      | NC      |
| 1956   | Equipe Gordini       | Gordini T16       | Gordini 2.5 L6        | 1      | –     | –       | –       | –     | –                | –      | NC      |
| 1956   | Equipe Gordini       | Gordini T32       | Gordini 2.5 L8        | 4      | –     | –       | –       | –     | –                | –      | NC      |
| Gesamt | Gesamt               | Gesamt            | Gesamt                | 28     | –     | –       | 2       | –     | –                | 16     |         |

#### Einzelergebnisse
| Saison | 1   | 2 | 3   | 4   | 5   | 6   | 7   | 8   | 9 |
| ------ | --- | - | --- | --- | --- | --- | --- | --- | - |
| 1950   |     |   |     |     |     |     |     |     |   |
|        | DNF |   |     |     | 4   | DNF |     |     |   |
| 1951   |     |   |     |     |     |     |     |     |   |
|        |     |   | DNF |     | 7   | DNF | 9   |     |   |
| 1952   |     |   |     |     |     |     |     |     |   |
| DNF    |     | 3 | 4   | DNF | DNF | 5   | 14  |     |   |
| 1953   |     |   |     |     |     |     |     |     |   |
| DNF    |     |   |     |     |     |     |     |     |   |
| 1954   |     |   |     |     |     |     |     |     |   |
|        |     |   | 3   | DNF | 9   | DNS | DNF | DNF |   |
| 1955   |     |   |     |     |     |     |     |     |   |
|        | DNF |   |     | DNF | DNF |     |     |     |   |
| 1956   |     |   |     |     |     |     |     |     |   |
| DNA    | DNF |   |     | 9   | 9   | DNF | DNF |     |   |

| Legende  | Legende            | Legende                                                          |
| Farbe    | Abkürzung          | Bedeutung                                                        |
| -------- | ------------------ | ---------------------------------------------------------------- |
| Gold     | –                  | Sieg                                                             |
| Silber   | –                  | 2. Platz                                                         |
| Bronze   | –                  | 3. Platz                                                         |
| Grün     | –                  | Platzierung in den Punkten                                       |
| Blau     | –                  | Klassifiziert außerhalb der Punkteränge                          |
| Violett  | DNF                | Rennen nicht beendet (did not finish)                            |
| Violett  | NC                 | nicht klassifiziert (not classified)                             |
| Rot      | DNQ                | nicht qualifiziert (did not qualify)                             |
| Rot      | DNPQ               | in Vorqualifikation gescheitert (did not pre-qualify)            |
| Schwarz  | DSQ                | disqualifiziert (disqualified)                                   |
| Weiß     | DNS                | nicht am Start (did not start)                                   |
| Weiß     | WD                 | zurückgezogen (withdrawn)                                        |
| Hellblau | PO                 | nur am Training teilgenommen (practiced only)                    |
| Hellblau | TD                 | Freitags-Testfahrer (test driver)                                |
| ohne     | DNP                | nicht am Training teilgenommen (did not practice)                |
| ohne     | INJ                | verletzt oder krank (injured)                                    |
| ohne     | EX                 | ausgeschlossen (excluded)                                        |
| ohne     | DNA                | nicht erschienen (did not arrive)                                |
| ohne     | C                  | Rennen abgesagt (cancelled)                                      |
| ohne     | keine WM-Teilnahme |                                                                  |
| sonstige | P/fett             | Pole-Position                                                    |
| sonstige | 1/2/3/4/5/6/7/8    | Punktplatzierung im Sprint-/Qualifikationsrennen                 |
| sonstige | SR/kursiv          | Schnellste Rennrunde                                             |
| sonstige | *                  | nicht im Ziel, aufgrund der zurückgelegten Distanz aber gewertet |
| sonstige | ()                 | Streichresultate                                                 |
| sonstige | unterstrichen      | Führender in der Gesamtwertung                                   |

### Le-Mans-Ergebnisse
| Jahr | Team                | Fahrzeug               | Teamkollege         | Platzierung | Ausfallgrund     |
| ---- | ------------------- | ---------------------- | ------------------- | ----------- | ---------------- |
| 1950 | Automobiles Gordini | Simca-Gordini T15S     | Maurice Trintignant | Ausfall     | Wasserverlust    |
| 1951 | Equipe Gordini      | Simca-Gordini T15S     | André Simon         | Ausfall     | Zündverteiler    |
| 1952 | Automobiles Gordini | Gordini T15S           | Jean Behra          | Ausfall     | Bremsdefekt      |
| 1953 | Scuderia Lancia     | Lancia D.20 Compressor | Louis Chiron        | Ausfall     | Motorschaden     |
| 1954 | Scuderia Ferrari    | Ferrari 375 Plus       | Louis Rosier        | Ausfall     | Kraftübertragung |
| 1956 | Automobiles Gordini | Gordini T15S           | Jean Guichet        | Ausfall     | kein Öldruck     |

### Sebring-Ergebnisse
| Jahr | Team              | Fahrzeug     | Teamkollege   | Teamkollege | Platzierung     | Ausfallgrund |
| ---- | ----------------- | ------------ | ------------- | ----------- | --------------- | ------------ |
| 1954 | Scuderia Lancia   | Lancia D24   | Piero Taruffi |             | Disqualifiziert |              |
| 1955 | Regie Renault Co. | Renault 1063 | Louis Pons    | Jean Hébert | Ausfall         | Motorschaden |

### Einzelergebnisse in der Sportwagen-Weltmeisterschaft
| Saison | Team                      | Rennwagen                               | 1   | 2   | 3   | 4   | 5   | 6   | 7   |
| ------ | ------------------------- | --------------------------------------- | --- | --- | --- | --- | --- | --- | --- |
| 1953   | Lancia                    | Lancia D20 Lancia D24                   | SEB | MIM | LEM | SPA | NÜR | RTT | CAP |
| 1953   | Lancia                    | Lancia D20 Lancia D24                   |     |     | DNF |     | DNF |     |     |
| 1954   | Lancia Scuderia Ferrari   | Lancia D24 Renault 4CV Ferrari 375 Plus | BUA | SEB | MIM | LEM | RTT | CAP |     |
| 1954   | Lancia Scuderia Ferrari   | Lancia D24 Renault 4CV Ferrari 375 Plus |     | DNF | DNF | DNF | 3   |     |     |
| 1955   | Renault Scuderia Ferrari  | Renault 4CV Ferrari 860 Monza           | BUA | SEB | MIM | LEM | RTT | TAR |     |
| 1955   | Renault Scuderia Ferrari  | Renault 4CV Ferrari 860 Monza           |     | DNF |     |     |     | 3   |     |
| 1956   | Maserati Scuderia Ferrari | DB HBR Maserati 350S Ferrari 290MM      | BUA | SEB | MIM | NÜR | KRI |     |     |
| 1956   | Maserati Scuderia Ferrari | DB HBR Maserati 350S Ferrari 290MM      |     |     | 55  | DNF | DNF |     |     |